# Automatische Disposition
Für Material oder Waren mit kontinuierlichem Warenfluss erstellen Auto-Dispositionssysteme oder Warenwirtschaftssysteme Bestellvorschläge. Diese sind als Dispositionshilfen zu verstehen. Besteht zwischen dem Kunden, zum Beispiel einem Einzelhändler und seinen Lieferanten die Möglichkeit, Daten elektronisch auszutauschen, kann aufgrund des Bestellvorschlages eine automatische Bestellung ausgelöst werden.
Es können auch sogenannte VMI oder CPFR-Projekte durchgeführt werden.
Wenn ein Einzelhändler mehrere Filialen besitzt, können diese vollautomatisch disponiert werden.
Ziel eines solchen Systems ist es, die Bestände zu reduzieren, die Kosten in der Logistik zu optimieren, eine optimale Warenverfügbarkeit am Point of Sale sicherzustellen und die Kosten für die Disposition zu senken, so dass eine maximale Rendite erwirtschaftet wird.
Es gibt verschiedene Dispositionsmöglichkeiten:
- bestandsgesteuerte Disposition (eine Bestellung wird ausgelöst, wenn ein Meldebestand erreicht wird)
- prognosegestützte Disposition (reichweitenbezogene Disposition;  hier werden Vergangenheitswerte (Abverkaufszeitreihen) zur Disposition herangezogen. Es können u. a. saisonale Schwankungen, Ausreißer, Aktionen, Feiertage, Wetter- und sonstige Einflüsse berücksichtigt werden.)

Da Automatische Dispositionssysteme z. B. im Einzelhandel Massendaten verarbeiten, sind Warenwirtschaftssysteme aufgrund ihrer buchungsorientierten DV-Architektur meist nicht in der Lage, diese Aufgabe in vorgeschriebenen Zeitfenstern zu erfüllen. Hier wird für jeden Artikel in jeder Verkaufsfiliale eine eigene Belieferungsstrategie z. T. für mehrere Wochen simuliert, um die kostengünstigste Lieferstrategie zu wählen. Ebenso erfordert die Integration der speziellen Algorithmen eine entsprechende performante und leistungsfähige Benutzeroberfläche. 
Automatische Disposition ist heute ein zentraler Aspekt von renditeorientiertem Bestandsmanagement für Handel und Industrie.